# La guerra de los pasteles
La guerra de los pasteles é um filme de comédia musical mexicano produzido em 1979 por Angélica Ortiz. Com direção de René Cardona, teve a participação de Thalía e Laura Zapata.

## Elenco
- Raúl Vale - Antônio
- Laura Zapata - Azucena
- Thalía - Garota no salão
- Alejandro Cuahtemoc
- Arturo Cobo
- Roberto Gutierrez
- Tito Junco
- Fernando Luján
- Jorge Ortiz De Pinedo
- Polo Ortín
- Angélica Vale
- Eugenia Avendaño
- Gloria Chávez
- Ana Silvia Garza
- Angélica María
- Cristina Ortega
- Mónica Prado
- Manolita Saval